# Torre di Stradella
La Torre di Stradella, detta anche Torre civica è una torre medievale sita nel centro dell'omonimo comune, in provincia di Pavia.

## Storia
Stradella fu teatro di scontri tra i Piacentini e Pavesi, infatti verso la fine del XIII secolo il borgo venne incendiato e saccheggiato. Per difesa del borgo il vescovo di Pavia Guido Langosco, nel 1300, fece costruire a sua difesa lunghe mura di laterizio, entro le quali il vescovo Guglielmo Centueri e Gian Galeazzo Visconti, signore del Ducato di Milano, fecero erigere la Rocca inferiore nel 1390. La rocca di Stradella fu acquistata dal comune nel 1823 e fatta demolire nel 1845 per creare lo spazio per la piazza del mercato, attualmente piazza Vittorio Veneto, risparmiando solo la torre che fece da basamento al nuovo campanile.

## Struttura
La torre è edificata in laterizio, la pianta è a base quadrata e nella parte superiore vi è collocato un ornamento con lunghi beccatelli e merli, aggiunto probabilmente nel XV secolo, l'aggiunta con la cella campanaria fu fatta costruire dopo il crollo del campanile della vicina chiesa parrocchiale dei chiesa dei Santi Nabore e Felice nel 1834.